# Mila Stanic
Mila Stanić (Přídolí, 30 gennaio 1941) è un'attrice cinematografica e televisiva e giornalista di origine cecoslovacca, attiva in Italia negli anni sessanta e settanta.

## Biografia

### Attrice
È conosciuta per aver fatto parte del cast del film di Dino Risi del 1962 Il sorpasso e dello sceneggiato televisivo del 1966 diretto da Edmo Fenoglio Il conte di Montecristo in cui ha interpretato il ruolo della giovane orientale Haydee. Dopo alcuni film della commedia all'italiana, come Malizia erotica e Il petomane, termina la sua carriera di attrice nel 1984 e ha iniziato quella di giornalista. 

### Giornalista
Alla radio ha condotto un suo programma per dodici anni "Fotografare insieme di Mila Stanić" su Gr2 mentre contemporaneamente scriveva per il settimanale "Gioia". Dalla radio passa alla televisione dove realizza reportage per il programma "Bella Italia" in onda su Rai3, successivamente per Rai2 lavora per i programmi di "Diogene" e nel 1995 diviene giornalista professionista. 
In seguito entra al TG2 nella redazione cultura dove per quattordici anni conduce varie inchieste e interviste con i personaggi più importanti del mondo dello spettacolo e della cultura. Attualmente vive a Capodistria, in Slovenia, dove all'interno della biblioteca "Info-Libro", insieme ad ottimi collaboratori è impegnata nel promuovere eventi culturali nell'ambito della Comunità degli Italiani.

## Filmografia

### Cinema
- Prvi građanin male varosi, regia di Mladomir 'Purisa' Djordjevic (1961)
- Il sorpasso, regia di Dino Risi (1962)
- Una spada per l'impero, regia di Sergio Grieco (1964)
- Senza sole né luna, regia di Luciano Ricci (1964)
- Le soldatesse, regia di Valerio Zurlini (1965)
- 30 Winchester per El Diablo, regia di Gianfranco Baldanello (1965)
- Password: Uccidete agente Gordon, regia di Sergio Grieco (1966)
- 7 donne per una strage (Las 7 magnificas), regia di Rudolf Zehetgruber (1966)
- Degueyo, regia di Giuseppe Vari (1966)
- Trappola per sette spie, regia di Mario Amendola (1967)
- Una colt in mano al diavolo, regia di Gianfranco Baldanello (1973)
- Caro papà, regia di Dino Risi (1979)
- Malizia erotica (El periscopio), regia di José Ramón Larraz (1979)
- Un povero ricco, regia di Pasquale Festa Campanile (1983)
- Il petomane, regia di Pasquale Festa Campanile (1983)
- Uno scandalo perbene, regia di Pasquale Festa Campanile (1984)

### Televisione
- Le inchieste del commissario Maigret - serie TV, episodio 1x04 (1965)
- Il conte di Montecristo - miniserie TV, 4 episodi (1966)
- Na dan pozara, regia di Arsenije Jovanovic - film TV (1969)
- La mossa del cavallo - miniserie TV, episodio 1x01 (1977)